# کوینوس
کوینوس (به یونانی: Koῖνος؛ درگذشتهٔ ۳۲۶ ق م) پسر پولموکراتس و داماد پارمنیون و از توامندترین و وفادارترین سرداران اسکندر کبیر در لشکرکشی به سوی شرق بود. در پاییز ۳۳۴ ق م، که اسکندر در کاریه بود و سربازانی را که به تازگی ازدواج کرده بودند به مقدونیه فرستاد تا زمستان پیش رو را در کنار زنانشان بگذرانند، کوینوس از جمله فرماندهانی بود که سربازان را به سوی اروپا هدایت کردند. در بهار سال بعد (۳۳۳ ق م) کوینوس به همراه سربازان مقدونی بازگشت و در گردیوم به لشکر اسکندر پیوست. او فرماندهی بخشی از سپاه اسکندر را در دست گرفت و در چندین موقعیت، خودی نشان داد. در همهٔ نبردهای مهم اسکندر، کوینوس سمت راست‌ترین گردان پیاده‌نظام را در فالانکس پرجمعیت مقدونیان رهبری می‌کرد. در سنت نبرد مقدونیان، در آرایش نظام هر کس بیش‌تر در سمت راست قرار می‌گرفت، از نظر مقام والاتر بود. رهبری بهترین گردان پیاده‌نظام در فالانکس حاکی از آن است که او از لحاظ تاکتیکی قابل اعتماد، احتمالاً در جنگاوری بسیار زیرک، و در نبرد بسیار دلیر بوده‌است. او یحتمل نمونهٔ اعلای سرداران مقدونی بوده‌است.
وقتی اسکندر به رود هوفاسیس رسید و دلواپس آن بود که همچنان بر فتوحاتش بیفزاید، کوینوس اولین نفری بود که جسارت به خرج داد و بر لزوم بازگشت اصرار کرد و اسکندر مجبور شد توصیهٔ او را بپذیرد. اما تنها اندکی بعد، وقتی که ارتش مقدونیه واقعاً شروع به بازگشت نمود، کوینوس بر اثر بیمار مرد (۳۲۶ ق م) و اسکندر به منظور ادای احترام به او مراسم تدفین باشکوهی برایش برگزار کرد. اسکندر در مرگ او به سوگ نشست اما گفته می‌شود که دربارهٔ او گفته‌است که کوینوس آنچنان بر لزوم بازگشت اصرار نمود که گویی او به‌تنهایی مقدر به دیدن دوبارهٔ وطنش بوده‌است.